# Saillant d'Ypres
Le saillant d'Ypres est un saillant autour d'Ypres, en Belgique. Il a été le théâtre de plusieurs batailles et d'une partie importante du front occidental pendant la Première Guerre mondiale .

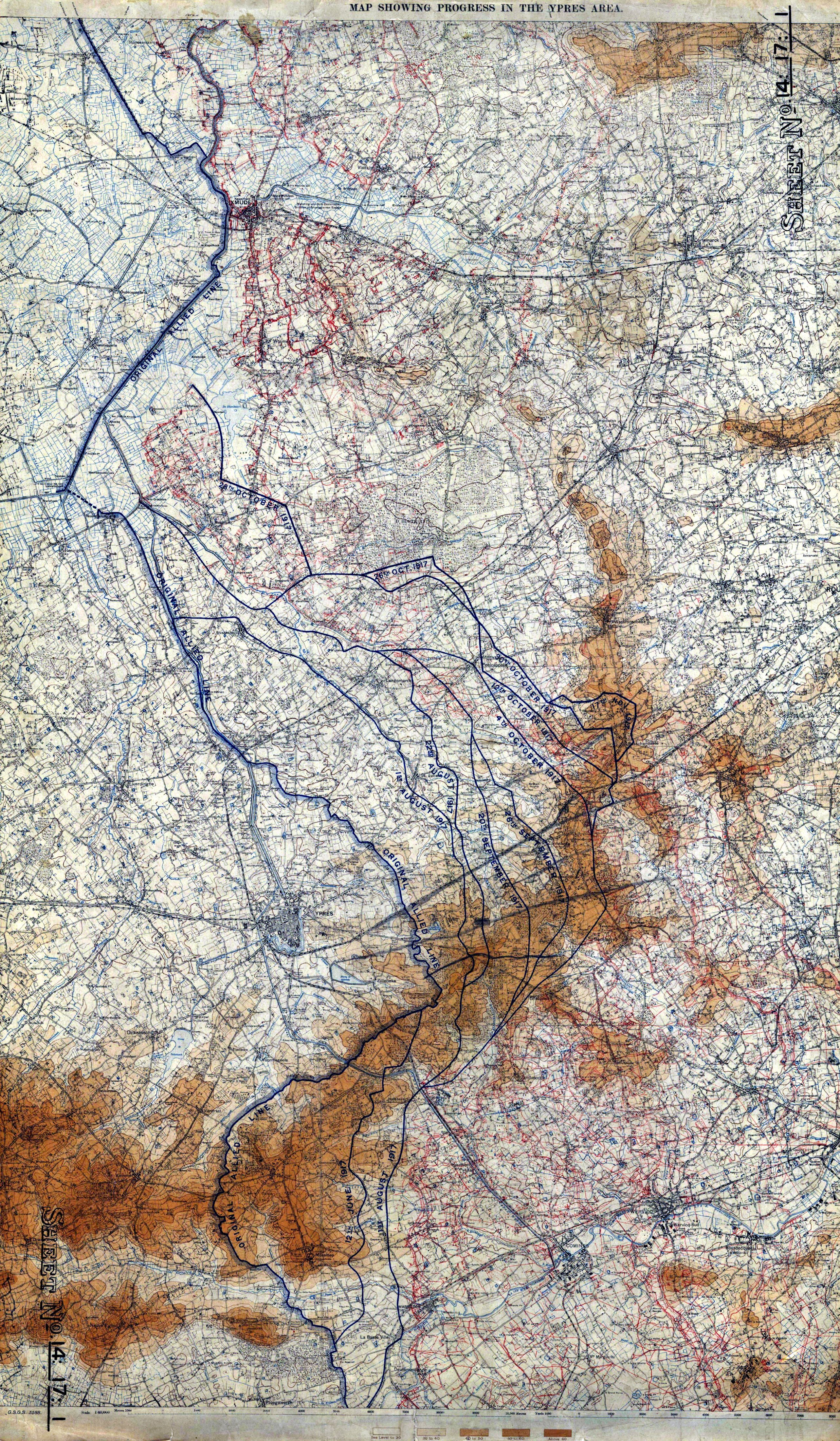
Carte de la topographie du district d'Ypres, détaillant l'avancée anglo-française sur Ypres, 1917.

Ypres se situe à la jonction du canal Ypres-Comines et du canal Yperlée. Les points culminants de la région sont le Mont Kemmel au sud-ouest et les collines de Wytschaete à l'est, Hill 60 à l'est de Verbrandenmolen, Hooge, le bois du polygone et Passchendaele. Wytschaete surplombe le bassin Ypres-Menin de 46 m et Passchendaele surplombe de 21 m. Les dénivelés sont faibles, à l'exception du voisinage de Zonnebeke. La crête principale a des éperons en pente vers l'est et l'un est particulièrement visible à Wytschaete, qui s'étend sur 3,2 km au sud-est jusqu'à Messines. Plus au sud se trouve la vallée marécageuse de la Douve se trouve le  bois de Ploegsteert (surnommé "Plugstreet" par les Britanniques) et Hill 63. À l'ouest de la crête de Messines se trouve l'éperon parallèle de Wulverghem (Moulin Spanbroek); l'éperon d'Oosttaverne, également parallèle, est à l'est. L'aspect général au sud d'Ypres est constitué de crêtes basses et de dépressions, s'aplatissant progressivement vers le nord en une plaine sans relief.
En 1914, Ypres comptait 16.700 habitants à l'intérieur de remparts médiévaux en terre revêtus de briques et d'un fossé sur les côtés est et sud. La possession des terrains les plus élevés au sud et à l'est de la ville offre une grande latitude pour l'observation au sol, les tirs d'enfilade et les tirs d'artillerie convergents. Un occupant des crêtes a également l'avantage que les positions d'artillerie et le mouvement des renforts et des fournitures peuvent être cachés à la vue. La crête avait des bois de Wytschaete à Zonnebeke, offrant une bonne couverture. Les routes de cette zone n'étaient généralement pas goudronnées, à l'exception des principales d'Ypres, avec parfois des villages et des maisons. Les basses terres à l'ouest de la crête étaient un mélange de prairies et de champs avec de hautes haies parsemées d'arbres, coupées par des ruisseaux et des fossés se jetant dans les canaux. Le canal Ypres-Comines fait environ 5,5 m de large et l'Yperlee environ 11 m ; la route principale d'Ypres entre Poperinge et Vlamertinge est dans un défilé, facilement observable depuis la crête.

## Batailles
Un saillant en termes militaires est un élément du champ de bataille qui se projette dans le territoire d'un adversaire et est entouré sur trois côtés, ce qui rend les troupes d'occupation vulnérables. Tout au long de la Première Guerre mondiale le long du front occidental, les troupes se sont engagées dans une guerre de mine, utilisant des stratégies de tunnel et de tranchées sans coordonner leurs attaques les unes avec les autres. Les soldats utilisaient des tunnels et des tranchées pour se mettre à l'abri, se diriger en toute sécurité vers les lignes de front, relayer des messages et lancer des attaques offensives contre leurs ennemis.

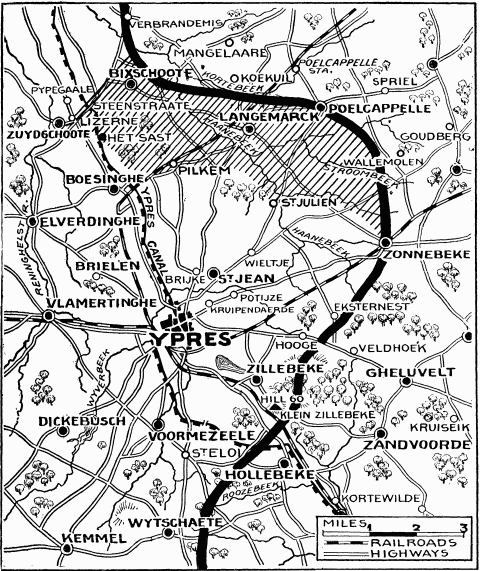
Le saillant d'Ypres lors de la deuxième bataille d'Ypres

### Première bataille d'Ypres
Le 29 décembre 1914, les troupes allemandes se sont enfoncées sur un terrain plus élevé à l'est d'Ypres et, par conséquent, le saillant d'Ypres a été formé par les efforts défensifs britanniques, français, canadiens et belges contre l'incursion allemande lors de la Course à la mer de 1914. Cela a abouti à la bataille de l'Yser et à la première bataille d'Ypres, qui ont duré jusqu'au 22 novembre. Les unités allemandes et britanniques ont mené des opérations, fait des progrès, capturé des territoires et attaqué en utilisant des mines et des guerres souterraines à des endroits comme Broodseinde et Saint-Éloi .

### Deuxième et troisième batailles d'Ypres
La deuxième bataille d'Ypres a eu lieu du 22 avril au 25 mai 1915, les Britanniques et les Français défendant Ypres et les environs de Furnes contre l'occupation allemande. La guerre des tranchées s'intensifie dans le saillant. Les deux camps se disputent le contrôle de zones tactiques le long de la ligne. Les crêtes et collines deviennent l'objectif principal des batailles au cours desquelles les gaz toxiqués sont déployés pour la première fois. Au cours de cette bataille, les unités alliées ont été forcées de se retirer de Zonnebeke et de Langemark vers une ligne de tranchées plus proche d'Ypres alors que les troupes allemandes tenaient le village de Hooge sur la crête de Bellewaerde.
Cette ligne a défini le saillant d'Ypres pendant plus de deux ans, au cours desquels Hooge se trouvait dans l'un des secteurs les plus à l'est du saillant et était très contesté. Cette situation a peu changé, malgré l'important creusement de tunnels britanniques avant la bataille de Messines en juin 1917 et la troisième bataille d'Ypres (Passchendaele) de juillet à novembre. Au cours de ces batailles, les tactiques sont passées de la construction de tunnels offensifs à l'entretien d'abris et à la construction de tranchées.

### Quatrième bataille d'Ypres
Après la troisième bataille d'Ypres, le saillant d'Ypres est resté relativement calme jusqu'à la quatrième bataille d'Ypres (bataille de la Lys), lorsque l'offensive de printemps allemande menace de submerger la région. 

### Cinquième bataille d'Ypres
En août 1918, la cinquième bataille d'Ypres (partie de l'offensive des cent jours) desserre l'emprise allemande sur le saillant. Le Groupe d'Armées des Flandres (GAF) composé de 12 divisions belges, 10 britanniques et 6 françaises attaque le 28 septembre 1918 après une lourde préparation d'artillerie. Les Britanniques assaillent les lignes allemandes à hauteur de Zonnebeke et les Belges au nord du saillant. Les attaques alliées leur permettent d'environ 10 km dans le dispositif allemand.  Au soir, les Anglais prennent Kortewilde, Zandvoorde, Kruiseke et Beselaere. Les Belges prennent Zonnebeke, Poelcappelle et la forêt de Houthulst. Le groupement du lieutenant-général belge Biebuyck (composé de quatre divisions d'infanterie) s'empare de la crête de Passchendaele et de Moorslede entre le 28 septembre et le 14 octobre 1918. Sur le flanc sud, trois divisions anglaises s'avancent vers St. Yves, Messines et la crête de Wytschaete à Hollebeke.
Les forces allemandes sont ainsi définitivement repoussées et le saillant d'Ypres est dégagé. 

## Importance archéologique
Au lendemain de la guerre des tranchées subsistent des cratères de mines et de vastes tunnels. Bien que de nombreux cratères aient été recouverts, reconstruits, détruits ou remodelés, certains ont été préservés et valorisés, comme The Bluff (Palingbeek), un lieu clé de la première bataille d'Ypres et maintenant une réserve historique bien étudiée dans laquelle des artefacts ont été trouvés. À l'aide de la cartographie du système d'information géographique (SIG), du balayage laser aéroporté (ALS), de la télédétection et des photographies aériennes, des recherches et des travaux archéologiques plus récents ont fourni un aperçu du paysage, des zones de combat et des tactiques employées dans le saillant d'Ypres. L'analyse des cratères sur le site a fourni des informations, confirmant divers récits historiques et précisant quand des armes minières ont été utilisées lors de la deuxième bataille d'Ypres, ainsi que l'importance de la bataille de Messines pour changer la géographie des lignes de front.